# Донька (фільм, 2016)
«Донька» (перс. دختر, Dokhtar) — іранський драматичний фільм, знятий Резою Міркарімі. Фільм розповідає про дівчину Сетарех, яка замість святкування заручин молодшої сестри летить у Тегеран проводжати найкращу подругу, котра назавжди покидає країну, чим викликає гнів батька.

## У ролях
- Фархад Аслані
- Меріла Зареі
- Махур Алванд
- Хедая Хашемі
- Горбан Наджафі
- Шахрок Форутанян

## Визнання
| Нагороди та номінації фільму «Донька» | Нагороди та номінації фільму «Донька» | Нагороди та номінації фільму «Донька»       | Нагороди та номінації фільму «Донька» | Нагороди та номінації фільму «Донька» | Нагороди та номінації фільму «Донька» |
| Рік                                   | Кінопремія / Кінофестиваль            | Категорія / Нагорода                        | Номінант                              | Результат                             |                                       |
| ------------------------------------- | ------------------------------------- | ------------------------------------------- | ------------------------------------- | ------------------------------------- | ------------------------------------- |
| 2016                                  | Фаджрський міжнародний кінофестиваль  | Найкращий режисер                           | Реза Міркарімі                        | Номінація                             |                                       |
| 2016                                  | Фаджрський міжнародний кінофестиваль  | Найкращий актор                             | Фархад Аслані                         | Номінація                             |                                       |
| 2016                                  | Фаджрський міжнародний кінофестиваль  | Найкраща акторка другого плану              | Меріла Зареі                          | Номінація                             |                                       |
| 2016                                  | Фаджрський міжнародний кінофестиваль  | Найкращий оператор                          | Хамід Кхузу Абьян                     | Номінація                             |                                       |
| 2016                                  | Московський міжнародний кінофестиваль | «Золотий святий Георгій» за найкращий фільм | «Донька»                              | Номінація                             |                                       |